# シエラレオネ植民地および保護領

シエラレオネ植民地及び保護領
Colony and Protectorate of Sierra Leone (英語)

国歌: God Save the King（英語）
国王陛下万歳（1808年-1837年、1901年-1952年）
God Save the Queen（英語）
女王陛下万歳（1837年-1901年、1952年-1961年）

シエラレオネの地図（1899年）

シエラレオネ植民地および保護領（シエラレオネしょくみんちおよびほごりょう、英語: Colony and Protectorate of Sierra Leone）は、かつて現在のシエラレオネに存在した、イギリスの植民地及び保護領である。
フリータウン周辺の地域を含む直轄植民地は1808年に、保護領は1896年に設立された。1961年に、首都フリータウンにて行われた式典で独立を認められ、イギリス連邦内の自治領として独立した。